# Carlo Casalegno
Carlo Casalegno, född 15 december 1916 i Turin, död 29 november 1977 i Turin, var en italiensk journalist och författare. Han var den första journalisten som mördades under blyåren.

## Biografi
Casalegno avlade doktorsexamen i litteraturvetenskap vid Turins universitet och var från 1942 till 1943 lärare vid Palli-gymnasiet i Casale Monferrato. Under slutet av andra världskriget tillhörde Casalegno Partito d'Azione och deltog i motståndsrörelsen mot den tyska ockupationsmakten. År 1947 blev han medlem av La Stampas redaktion. Åren 1951–1954 var han chefredaktör för tidningen Resistenza. Giustizia e Libertà.
I slutet av 1960-talet kom Casalegno att alltmer fokusera sin journalistiska gärning på politik och terrorism och skrev i sin kolumn Il nostro Stato i La Stampa om dessa ämnen. År 1977 inleddes en rättegång mot Röda brigaderna i Turin; bland de åtalade fanns Renato Curcio. De åtalade krävde att få försvara sig själva och mordhotade dem som ville åta sig försvaret. Trots detta åtog sig advokaten Fulvio Croce att försvara Röda brigaderna, vilka svarade med att mörda denne i april samma år. Efter detta dåd skrev Casalegno flera artiklar, i vilka han uppmanade läsarna att inte ge vika för terrorismen.

### Mordet

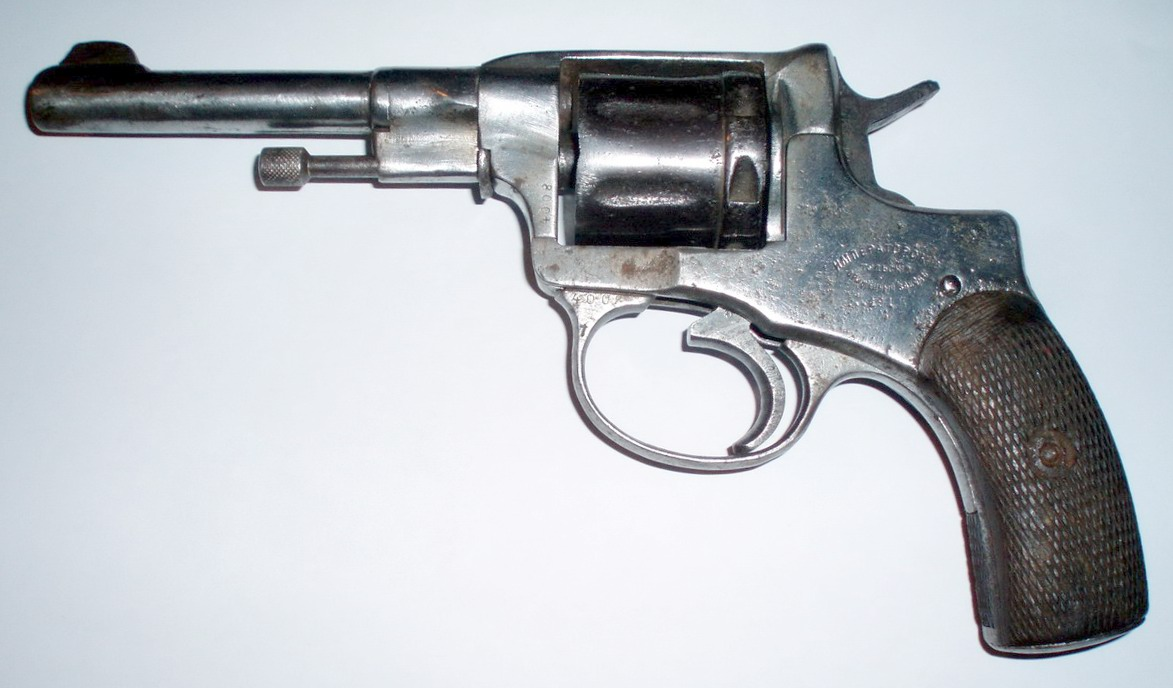
En revolver av märket Nagant M1895, vilken Raffaele Fiore använde när han sköt Carlo Casalegno i november 1977. Samma vapen hade använts vid mordet på Fulvio Croce i april samma år.

Den 12 november 1977 skrev Casalegno, som nu var vice chefredaktör för La Stampa, en artikel, i vilken han hårt kritiserade gerillagrupper, bland andra Röda brigaderna. Fyra dagar senare, den 16 november, var Casalegno på väg till sin bostad vid Corso Re Umberto i centrala Turin. Vid bostaden väntade fyra medlemmar ur Röda brigaderna i bakhåll: Raffaele Fiore, Patrizio Peci, Piero Panciarelli och Vincenzo Acella. De hade initialt planerat att skjuta sönder Casalegnos knän, det vill säga föröva en kneecapping, men man beslutade sig för att döda honom då man ansåg att hans artiklar var alltför skadliga för den vänsterextrema väpnade kampen. Fiore sköt Casalegno fyra gånger i ansiktet. Fiore täcktes av Panciarelli och Peci höll utkik, medan Acella satt i flyktbilen.
Brigadisterna flydde från platsen, i tron att Casalegno var död. Casalegno fördes till Molinette-sjukhuset med livshotande skador. Trots en initial förbättring försämrades Casalegnos tillstånd och han avled efter tretton dagar, den 29 november 1977. Vid begravningen i kyrkan Beata Vergine delle Grazie den 1 december 1977 närvarade bland andra Giovanni Agnelli, Bettino Craxi, Giovanni Spadolini och Carlo Donat-Cattin.